# Varlupis
Varlupis je potok na západě Litvy (Telšiaiský kraj) v Žemaitsku na Žemaitijské vysočině. Pramení 1 km na západ od vsi Alksėnai, 8 km na západ od města Plungė. Řeka meandruje směrem západojihozápadním. Protéká kolem jihovýchodního okraje obce Narvaišiai. Do řeky Minija se vlévá na jihozápad od vsi Narvaišiai jako její pravý přítok 119,9 km od jejího ústí do Atmaty.

## Přítoky
Nemá významnější přítoky.